# Абу-ль-Фатх аш-Шахрастани
Таджудди́н Абу́ль-Фатх Муха́ммад ибн Абдул-Кари́м аш-Шахраста́ни (араб. أبو الفتح الشهرستاني‎; 1075, Шахрастан, Хорасан — 1153, Шахрастан) — шафиитский богослов и факих, историк религии и историко-философских систем.
Родился на севере Хорасана в городе Шахрастан в 1075 году. Образование получил в Нишапуре и Гургандже. Много путешествовал, активно участвовал в теологических диспутах, но вместе со славой приобрёл и порицание за приверженность к аргументации философов и доктринам исмаилитов. Около 1116 г. Шахрастани в течение трёх лет преподавал в медресе ан-Низамийа.

## Учение и наследие
Философские позиции аш-Шахрастани невозможно определить однозначно. С одной стороны, он принадлежал к ашаритам (обстоятельно ашаритская доктрина изложена им в его труде Китаб нихайат аль-икдам фи илм аль-калам — «Предел отваги в науке калама»); с другой — он симпатизировал исмаилитам, о чём свидетельствуют как его ученики и проповеди, так и некоторые его труды. В частности, таковым является трактат Китаб аль-мусара’а («Борьба»), направленный против Ибн Сины. Шахрастани дискутирует с Ибн Синой по семи метафизическим вопросам, изложенным в его трудах. Шахрастани приводит мнение Ибн Сины, опровергает его и даёт собственное видение вопроса. Идеи и терминология, которую при этом использует Шахрастани, заимствованы у исмаилитов.
Аш-Шахрастани — автор многочисленных трудов. До наших дней дошло упоминание свыше десяти его трактатов, среди которых «Ясные пути и доказательства», «Хроника мудрецов», «Сомнения Аристотеля и Ибн Сины и опровержение их», «О неделимой частице» и др. Самое известное произведение аш-Шахрастани — Китаб аль-милал ва-н-нихал («Книга о религиях и сектах»), написанное в 1127 г. Этот труд доксографического характера, посвящённый описанию различных сект (в их числе — и различных философских учений в рамках калама) и их истории, носит выраженный историко-философский характер и является уникальным источником сведений о первых шагах философской рационалистической мысли в исламе.
Помимо этого, заслуга Шахрастани состоит в том, что он определил главные теологические проблемы и положил их в основу своей систематизации известных сект и философских доктрин. В отличие от книги аль-Багдади аль-фарк бэйн аль-фирак («Различия между сектами»), также посвящённой исламским сектам, Шахрастани стремился избегать полемики и концентрировался преимущественно на дескриптивном и вполне логичном изложении материала.

### Публикации сочинений
- Аш-Шахрастани Мухаммад ибн Абд, ал-Карим. Книга о религиях и сектах / Пер. с араб., введ. и коммент. С. М. Прозорова. М.: Наука, Главная редакция восточной литературы, 1984. Ч. 1. Ислам.
- Мухаммад б. ‘Абд ал-Карим аш-Шахрастани: Книга о религиях и религиозно-философских учениях. Гл.2: Маги / пер. С. М. Прозорова // Ишрак : ежегодник исламской философии: 2011, № 2. М.: «Восточная литература», 2011, с. 150—188.